# Henry van de Velde

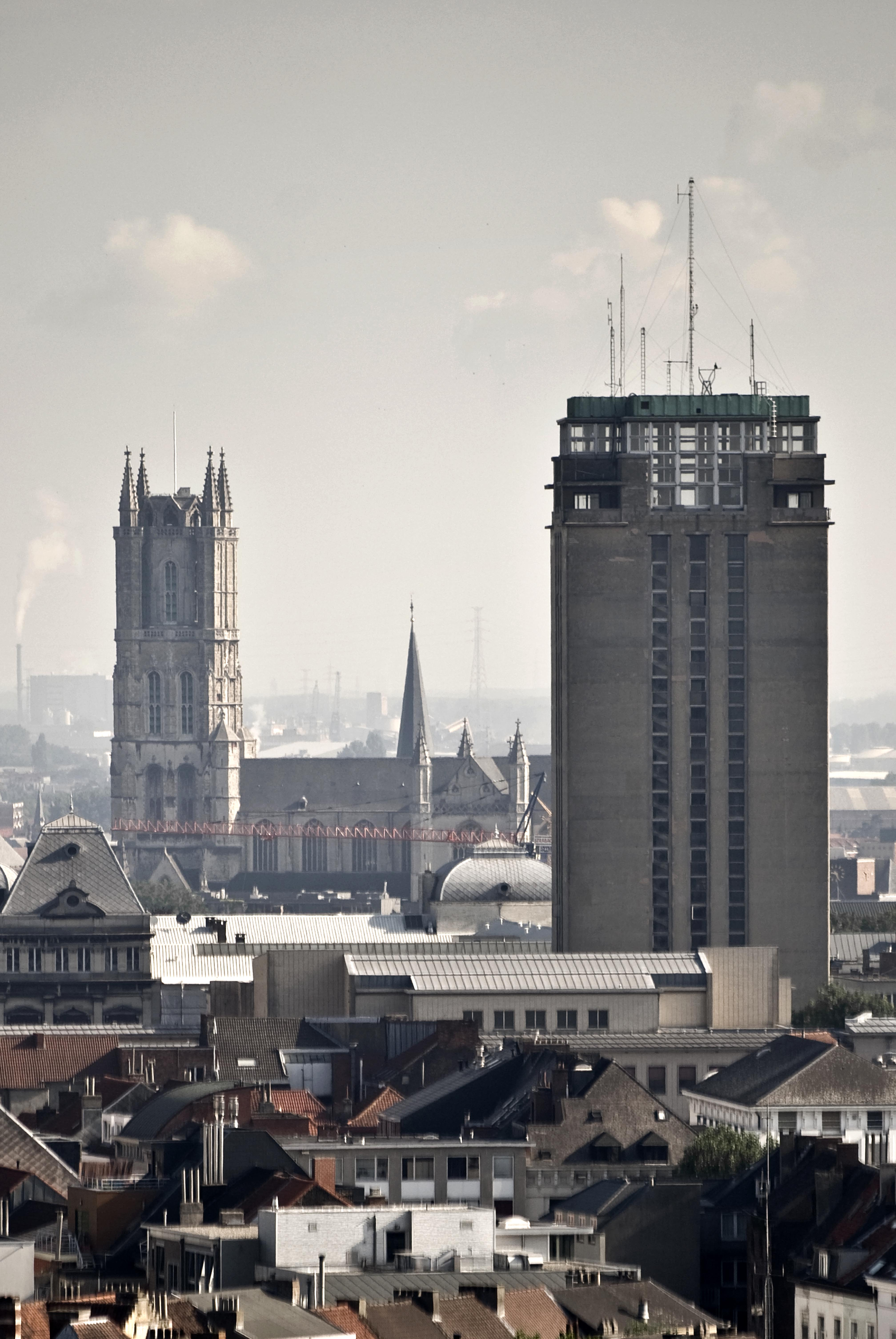
Boekentoren vid Universiteit Gent

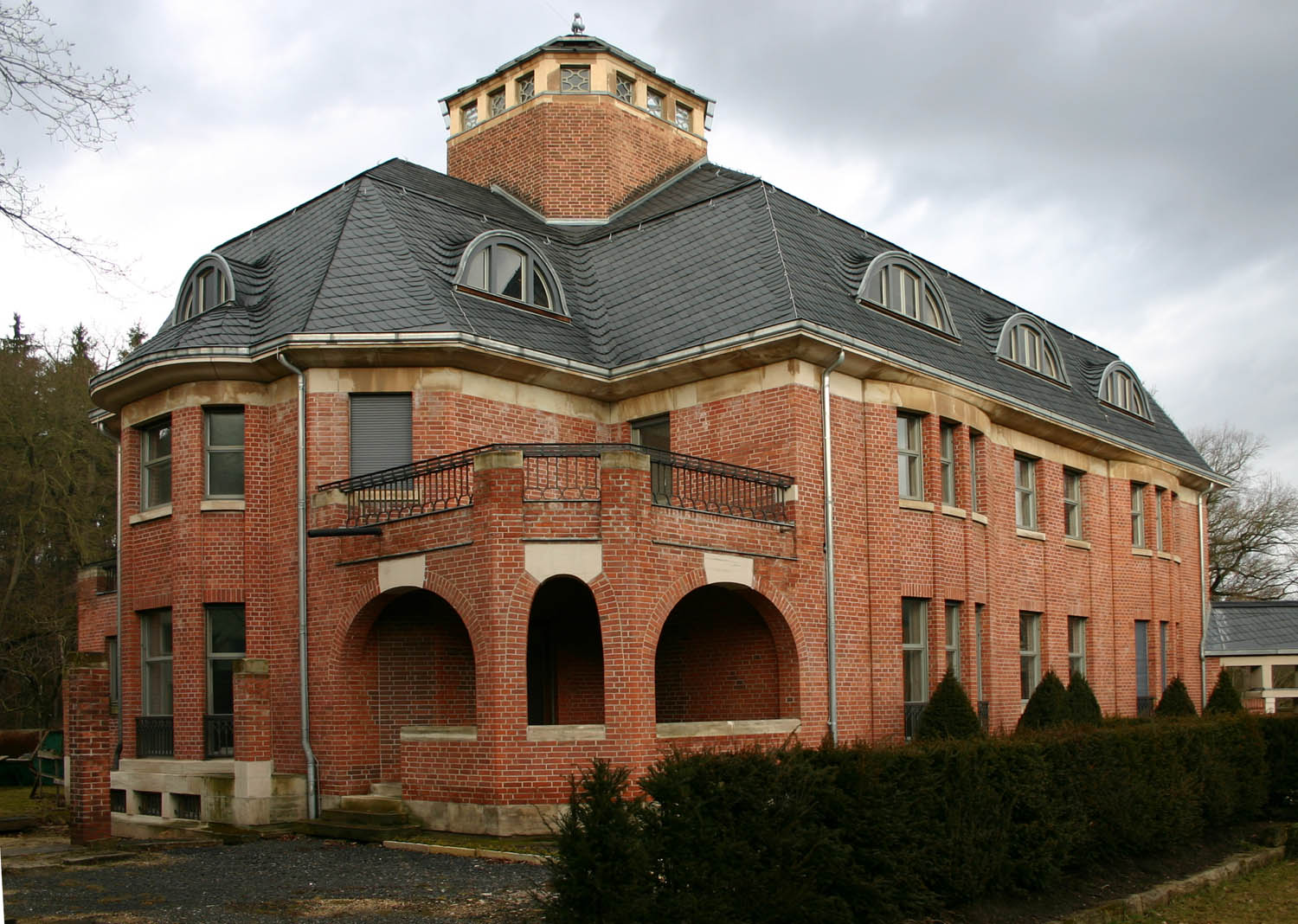
Haus Schulenburg i Gera

Henry Clement van de Velde, född 3 april 1863 i Antwerpen, död 25 oktober 1957 i Oberägeri, var en belgisk målare, arkitekt och formgivare.

## Biografi
Henry Van de Velde studerade mellan 1881 och 1884 måleri för Charles Verlat vid Kungliga Konstakademin i Antwerpen och därefter på Carolus-Duran i Paris. Som ung målare influerades han av Paul Signac och Georges Seurat och anslöt sig till konstriktningen pointillism. År 1889 anslöt han sig till den avantgardistiska konstnärsgruppen "Les XX" i Bryssel. Han räknades till en av de mest mångsidiga konstnärer i jugendstil och art nouveau. Efter en skaparkris 1893 avbröt han sin bana som målare och ägnade sig åt dekorationsarbete och inredningsarkitektur. Han arbetade med guld- och silversmide, porslin och bestick, textilformgivning och mode. Han ritade ett eget bostadshus, Villa Bloemenwerf i Uccle, som var inspirerat av Arts and Craftsrörelsen och som var hans första arkitekturarbete. Han ritade inredningar och möbler för Samuel Bings konstgalleri L'Art Nouveau i Paris 1895. Bings paviljong på Världsutställningen i Paris 1900 visade också verk av Van de Velde. Han påverkades markant av John Ruskin och William Morris och var en av de första möbelformgivarna som använde sig av böjda linjer i en abstrakt stil. Han vände sig mot att kopiera historiska stilar, och inriktade sig på att utveckla ny formgivning. 
Hans formgivning togs positivt emot i Tyskland genom tidskrifter som Innen-Dekoration och han fick inredningsuppdrag i Berlin. Vid sekelskiftet ritade han Villa Leuring i Nederländerna och Villa Esche i Chemnitz. Detta är två verk som markerar hans jugendstil i husbyggnad. Han svarade också för interiören i Folkwang Museum i Hagen, det nutida Karl Ernst Osthaus-Museum, och i Nietzschehuset i Weimar.
År 1899 bosatte han sig i Weimar, där han 1906 grundade Kunstgewerbeschule i Weimar tillsammans med Storhertigen av Weimar (Van de Velde var ledare för skolan åren 1906–1914). Den omvandlades 1917 till Bauhaus-arkitektur av arkitekt Walter Gropius. Van de Velde lämnade Tyskland 1917 efter politiskt och invandrarfientligt tryck.
Åren 1920 till 1926 ritade han som arkitekt ett privatmuseum för paret Kröller-Müller i Otterlo i Nederländerna. 1925 blev han professor i arkitektur vid universitetet i Gent, och året efter tillträdde han som ledare för Institut des Arts Décoratifs i Bryssel (fram till 1935, året innan han avslutade sin professur i Gent). 1937 och 1939 deltog han på världsutställningarna i Paris respektive New York. 1947 flyttade han till Schweiz och dog där 1957 i Oberägeri.

## Eftermäle
Asteroiden 10753 van de Velde är uppkallad efter honom.

## Arbeten i urval
- 1895: "Bloemenwerf", egen villa i Uccle vid Bryssel
- 1902–03, 1911: "Villa Esche", bostadshus för Herbert Esche i Chemnitz
- 1903: "Nietzsche-Archiv" i Weimar
- 1906–07: "Clubhaus des Chemnitzer Lawn-Tennis-Club" i Chemnitz
- 1907–08: "Hohenhof“, bostadshus för Karl Ernst Osthaus i Hagen
- 1907–08: "Haus Hohe Pappeln", egen villa i Weimar
- 1912–13: "Palais Dürckheim", Grafen Dürckheims palast i Weimar
- 1913–14: "Werkbund-Theater", Deutsche Werkbund-utställning i Köln
- 1913–14: "Haus Schulenburg", Villa för Paul Schulenburg i Gera
- 1913–14: Villa för Theo Koerner i Chemnitz
- 1929–31: Ålderdomshemmet för Minna-James-Heineman-Stiftung i Hannover
- 1927–28: La Nouvelle Maison, Van de Veldes bostadshus i Tervuren i Belgien
- 1929–31: Ålderdomshemmet Minna und James Heinemann-Stiftung i Hannover i Tyskland
- 1933–35: Mottagningshus och Villa Landing för Adriaan Martens i Astene nära Gent i Belgien
- 1933–38: Universitetsbibliotek, Universiteit Gent, med Boekentoren i Gent
- 1936–42: Tekniska skolan i  Leuven i Belgien
- 1937: Den belgiska paviljongen vid 1937 års Parisutställning
- 1937: Järnvägsstationen i  Blankenberge

## Fotogalleri

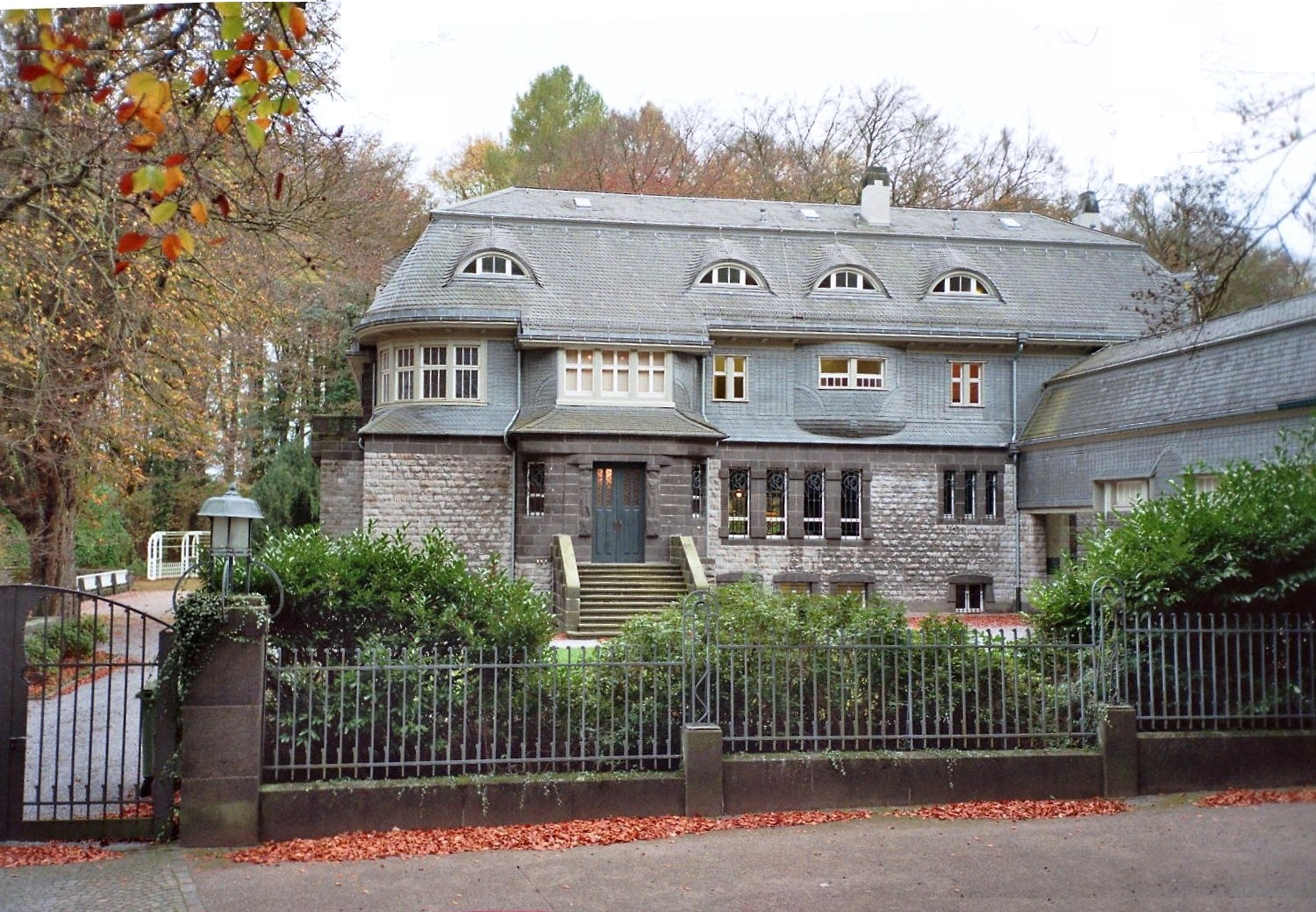
Villa Hohenhof i Hagen
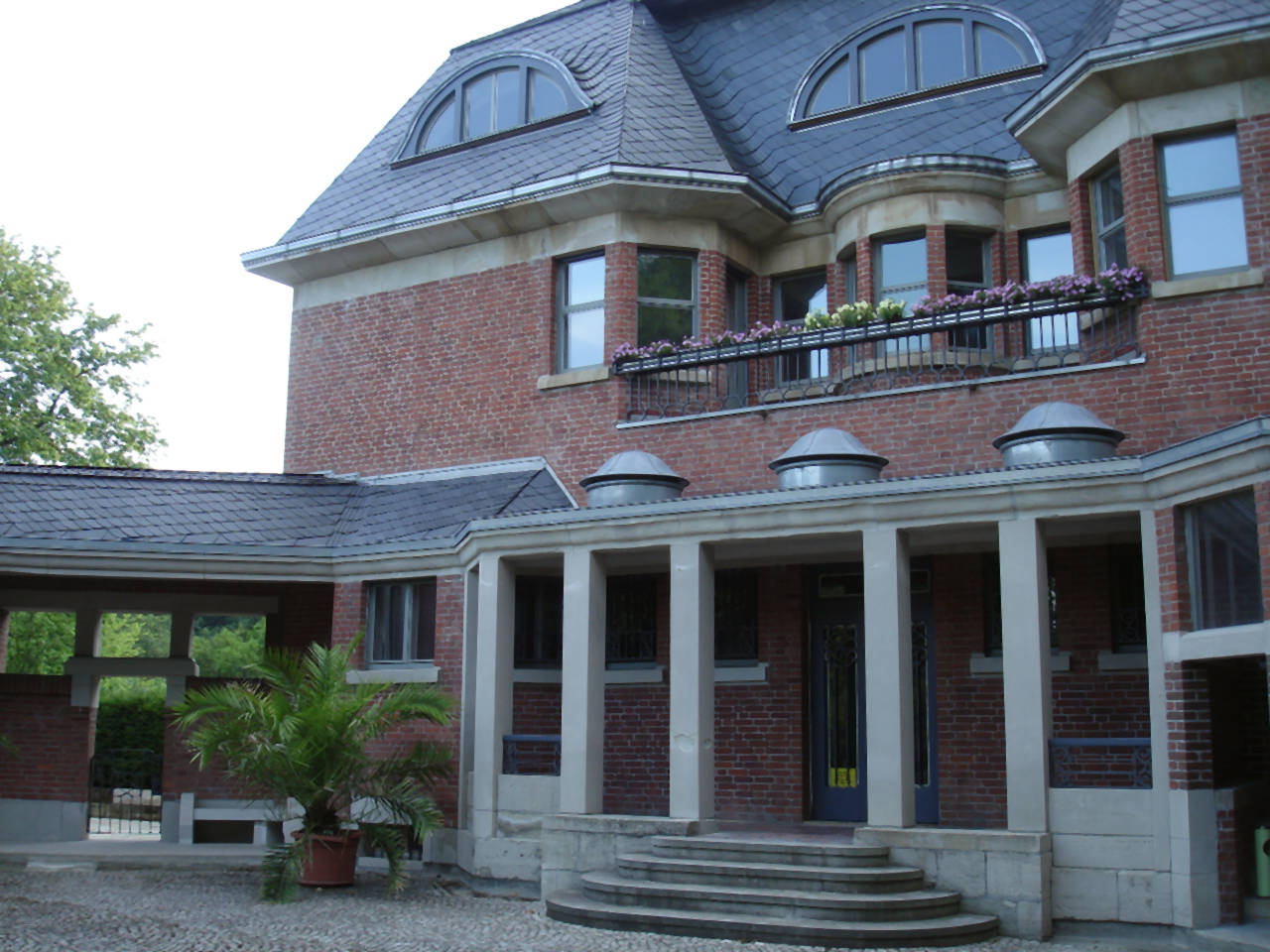
Villa Schulenburg i Gera i Tyskland
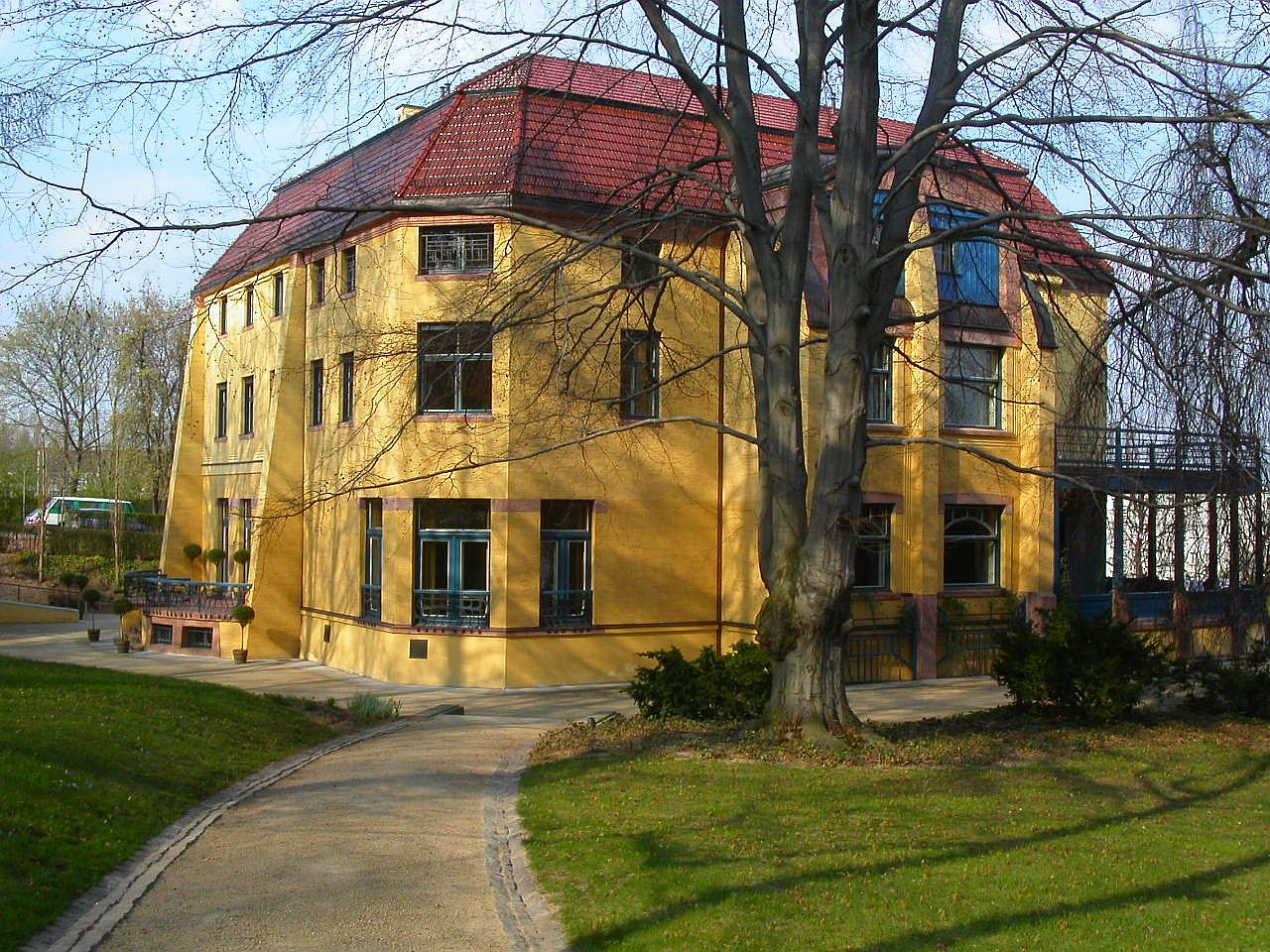
Villa Esche i Chemnitz, Tyskland
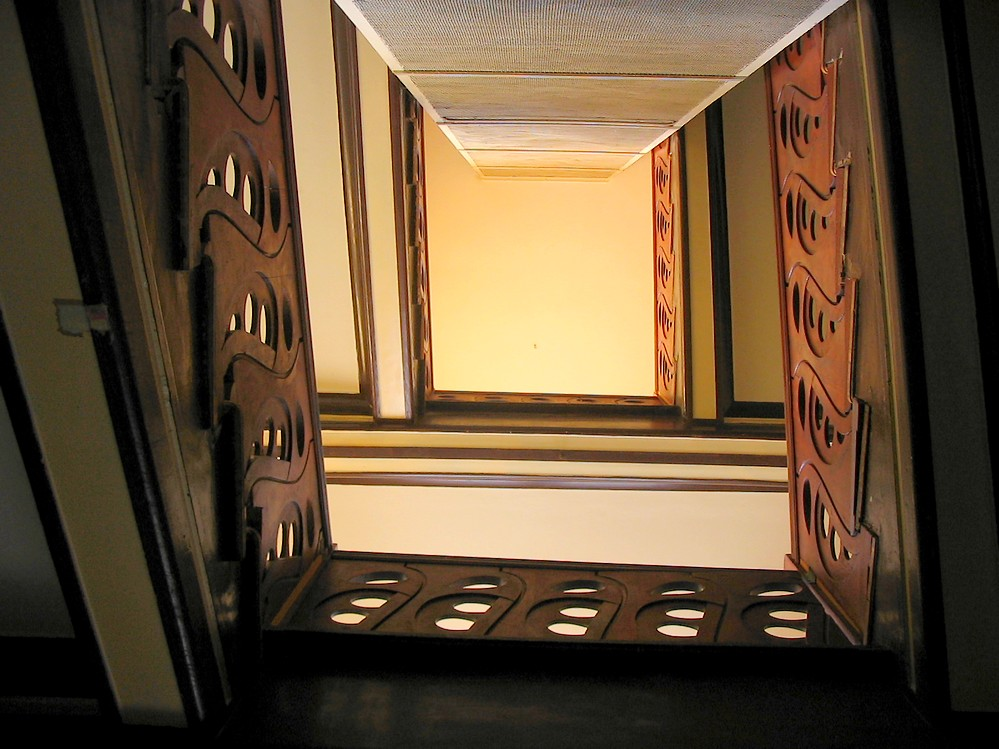
Trappa i Trzebiechóws sanatorium i Polen
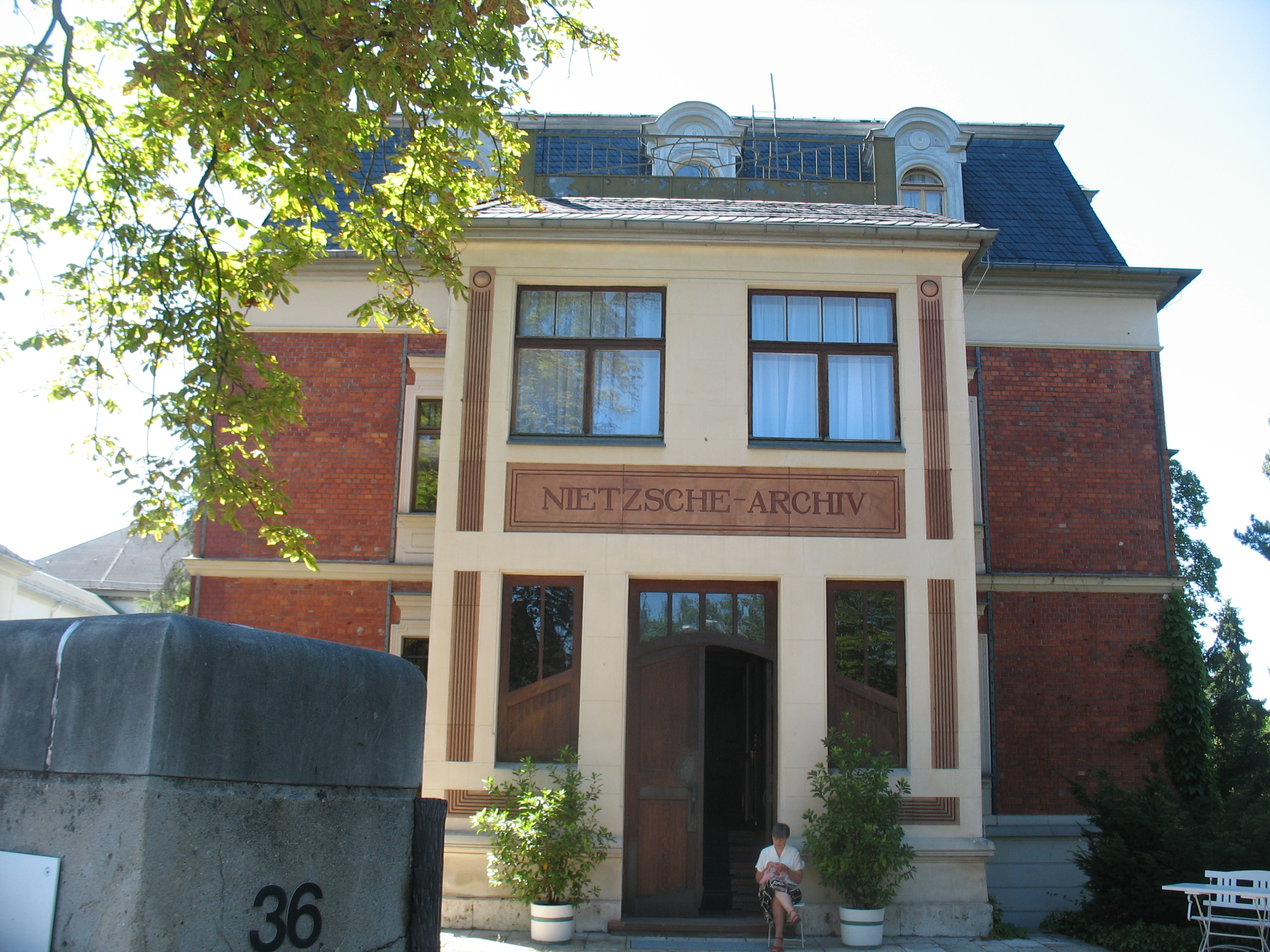
Tillbyggnad av Nietzschearkivet i Weimar i Tyskland
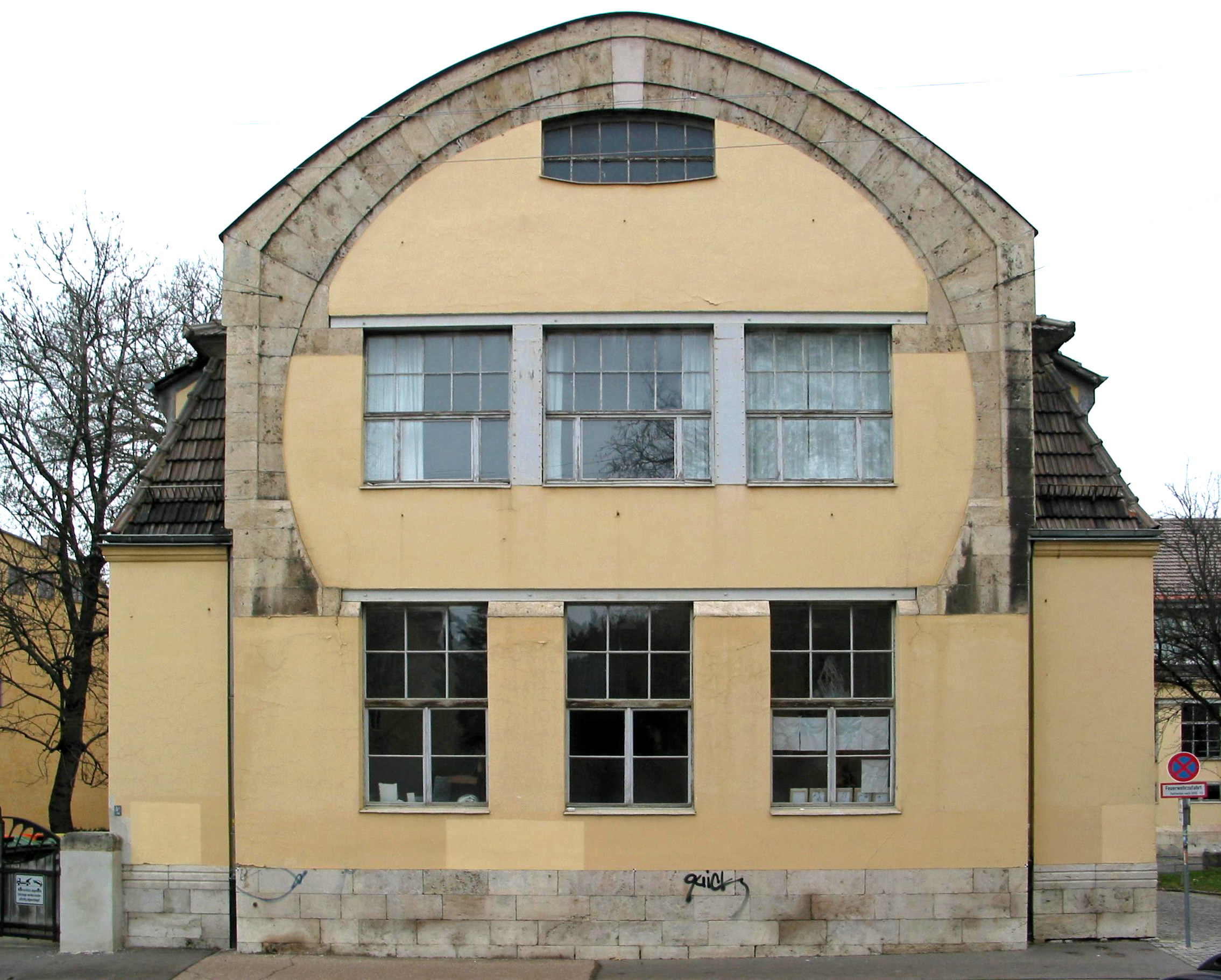
Van de Velde-byggnaden i Weimar
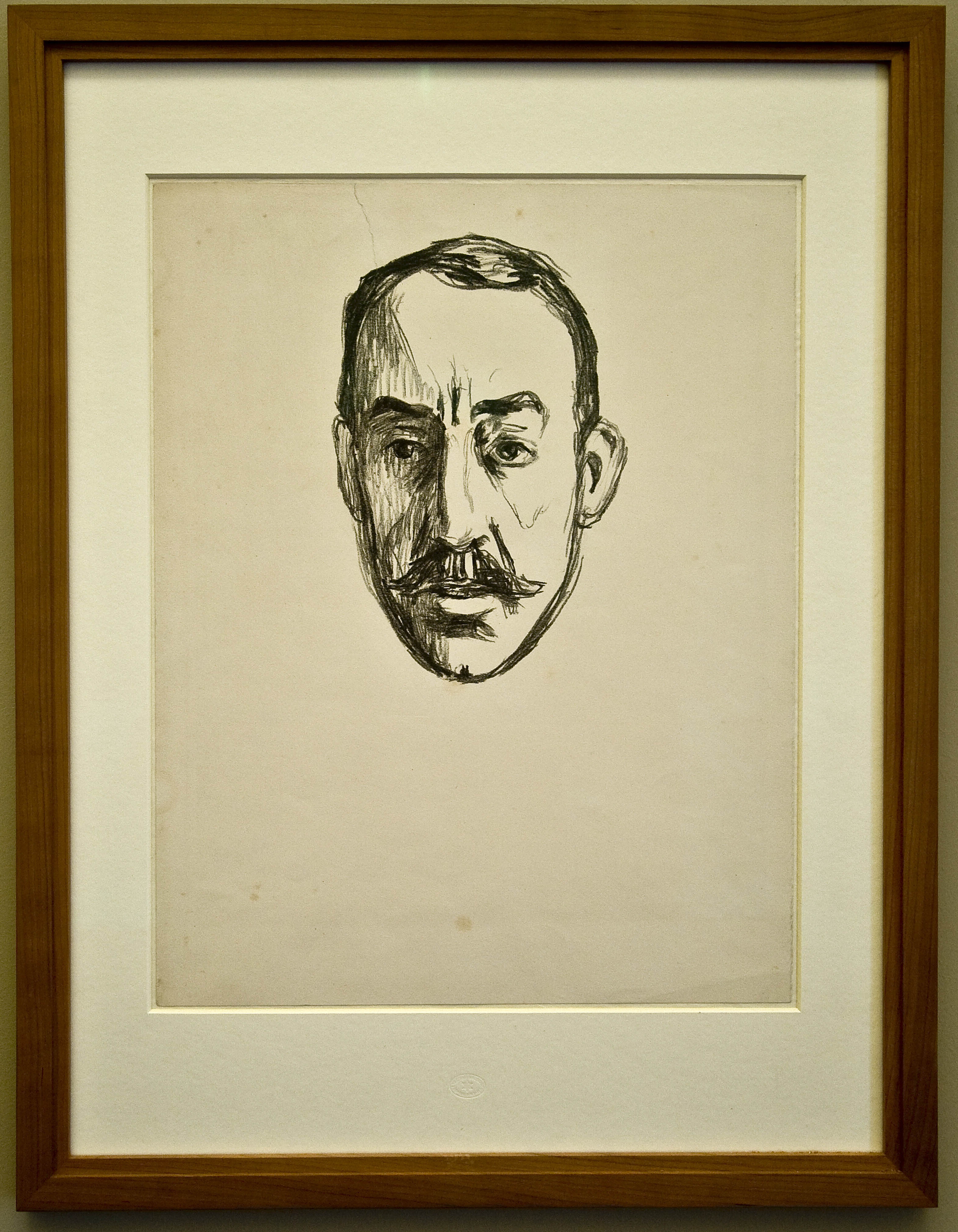
Henry van de Velde, porträtterad av Edvard Munch.